# Elvis (logiciel)
 (novembre 2020).
Si vous disposez d'ouvrages ou d'articles de référence ou si vous connaissez des sites web de qualité traitant du thème abordé ici, merci de compléter l'article en donnant les références utiles à sa vérifiabilité et en les liant à la section « Notes et références ».
Pour les articles homonymes, voir Elvis.
Elvis est un clone de vi/ex, c'est-à-dire qu'il est une implémentation de l'éditeur de texte "vi", disponible sur Unix. Il s'agit d'un logiciel libre écrit par Steve Kirkendall.
Elvis possède des commandes et des fonctionnalités supplémentaires par rapport à vi, telle que la coloration syntaxique, la gestion de plusieurs fenêtres, des facilités de navigation dans certains types de fichier (HTML, man, LaTeX), une interface graphique sur certains plates-formes ou l'édition de fichiers au travers d'un réseau.
Elvis est la version de "vi" utilisée par défaut sur Slackware, KateOS et Minix.